# Хани Золотої Орди
Список правителів Золотої Орди від її заснування як Улусу Джучі до розпаду у середині XV ст.
- Джучі, 1223–1227, засновник Улус Джучі (Золотої Орди)
- Бату, йеке Монгол-улусу 1235—1241, хан улус Джучі 1241–1255
- Сартак, 1255–1256
- Улаґчі, за регентства Боракчин-хатун 1256–1257
- Берке, 1257–1266
- Менгу-Тимур, каган Монгольської імперії 1266–1269, хан Золотої Орди 1269–1282
- Туда-Менгу, 1282–1287
- Тула-Буга, 1287–1291
- Токта, 1291–1312
- Узбек-хан, 1313–1341
- Тінібек, 1341–1342
- Джанібек, 1342–1357
- Бердібек, 1357–1359
- Кульпа, серпень 1359 — січень 1360
- Науруз-хан, січень — червень 1360
- Хизр-хан, червень 1360 — серпень1361
- Тимур-Ходжа, серпень — вересень 1361
- Орду-Мелік, серпень — жовтень 1361
- Кільдібек, жовтень 1361 — вересень 1362
- Мурад, вересень 1362, осінь 1364
- Мір-Пулад, 1362—1363
- Пулад-Ходжа, 1364—1365
- Джанібек II, 1364—1367
- Азіз-шейх, вересень 1365—1367
- Олджа-Тимур, 1368
- Пулад-Тимур, 1369
- Абдулах-хан, номінальний володар висунутий за підримки беклярбека Мамая 1361—1362, вересень 1364 — серпень 1365, 1367–1369
- Хасан-хан, 1368–1369
- Мухаммед-Булак, 1370–1372 (за регентства Тулунбек[en]), 1375 — червень 1375 — грудень 1375, 1377–1380
- Урус-хан, хан Улус Джучі 1372–1374, червень — липень 1375, хан Кок-Орди в 1361—1377 хан Ак-Орди 1361–1376, улусбек Сигнацького ханства 1369—1377
- Черкес-хан, 1371, 1374–1375
- Каганбек 1375–1377 та Тюменського ханства
- Арабшах-хан, 1377–1380
- Тохтамиш, 1380–1395, хан Тюменського ханства 1399–1405
- Бек-Пулад, 1391–1392
- Таш-Тимур, 1393–1396
- Тимур-Кутлук, 1395–1399
- Шадібек, 1399–1407
- Пулад-хан (за підтримки беклярбека Едигея), 1407–1410
- Тимур-хан, 1410–1412
- Джелал ад-Дін, 1411–1412
- Керим-Берди, листопад 1412 – квітень 1413
- Кепек, 1413—1414
- Чеґре, хан Золотої Орди 1414–1416, хан Тюменського ханства 1405—1414
- Чеббер-Берди, 1416–1417, 1419
- Дервіш-хан, 1416–1419
- Кадер-Берди, 1419
- Хаджі-Мухаммед, 1419—1420
- Бек-Суфі, хан Золотої Орди 1419–1420, кримський хан 1420—1422
- Даулат-Берди, 1419—1421, 1427–1432, хан Кримського улус-юрта (1422—1423, 1426–1427
- Улуг-Мухаммед (Старший), хан Улус Джучі 1419–1423, 1426–1432, хан Кримського улус-юрту 1437, казанський хан 1438—1445
- Барак-хан,  хан Золотої Орди 1421–1428, Білої Орди в 1423—1428, Синьої Орди 1421—1427
- Кічі-Мухаммед (Молодший), 1428, 1432–1440, 1446–1459
- Мустафа, хан Золотої Орди 1440—1446, хан Хорезму 1447—1462